# りょーちも
りょーちも（本名：澤 良輔（さわ りょうすけ）、1979年5月6日 - ）は、日本の男性アニメーター、アニメーション監督、イラストレーター。兵庫県神戸市出身。

## 来歴・人物
元はゲーム会社に勤務していたが、その後転身してアニメーターに。キャラクターなどの動きなどが重視されているテレビアニメには原画として多く参加している。
本人のサイトによれば、彼をアニメーターとしてスカウトしたのは小林治である。また、松本憲生に師事しており、共に同作品に参加する事も多い。
原画デビューをしたテレビアニメ『BECK』では本名名義で活動していたが、その後は「澤良介」「澤りょーらも」「りょーちも。」といった名義を不統一に使用していた。
一時期、気胸を患って入院していたことがある。
自身が参加した『鉄腕バーディー DECODE』において、本人がFlashの使用を希望したためA-1 Pictures内にFlashの制作環境が整えられた。

## 主な参加作品

### テレビアニメ
- BECK（2004年 - 2005年、原画）
- 創聖のアクエリオン（2005年、原画）
- かみちゅ!（2005年、原画）
- ノエイン もうひとりの君へ（2005年 - 2006年、パート作画監督・原画・第二原画・漫画家）
- BLACK LAGOON（2006年、原画）
- NARUTO -ナルト-（2002年 - 2007年、第9期OP原画）
- ちょこッとSister（2006年、原画）
- 恋する天使アンジェリーク 〜心のめざめる時〜（2006年、ED原画）
- キスダム -ENGAGE planet-（2007年、ハーディアンリファイン、原画）
- ぼくらの（2007年、原画）
- 天元突破グレンラガン（2007年、原画）
- バッカーノ!（2007年、原画・OPアニメーション原画）
- 精霊の守り人（2007年、原画）
- しゅごキャラ!（2007年、ED作画）
- 電脳コイル（2007年、原画）
- 鉄腕バーディー DECODE（2008年、キャラクターデザイン・総作監・作監・作監補佐・原画・OPED作監）[2]
- 鉄腕バーディー DECODE:02（2009年、キャラクターデザイン・総作監・OP作監）
- 戦国BASARA（2009年、原画）
- NARUTO -ナルト- 疾風伝（2007年 - 、原画・第5期OP原画）
- 鋼の錬金術師 FULLMETAL ALCHEMIST（2009年、原画）
- 真マジンガー 衝撃! Z編 on television（2009年、26話第二原画）
- はなまる幼稚園（2009年、第6話ED、絵コンテ・演出・作画・美術）
- パンティ&ストッキングwithガーターベルト（2010年、第16話演出・作画監督・原画）
- フラクタル（2011年、原画）
- C（2011年、OP原画）
- 魔法少女まどか☆マギカ（2011年、原画）
- ゆるゆり（2011年、OP原画）
- 夏雪ランデブー（2012年、OP絵コンテ・演出）
- 偽物語（2012年、原画）
- 夜桜四重奏 〜ハナノウタ〜（2013年、監督・キャラクターデザイン）
- 月刊少女野崎くん（2014年、OP絵コンテ・演出）
- ダンジョンに出会いを求めるのは間違っているだろうか（2015年、エンドカード）
- 亜人（2016年、ストーリーボード・演出）
- 正解するカド（2017年、演出[3]）
- 多田くんは恋をしない（2018年、OP絵コンテ・演出・原画）

### OVA
- BALDR FORCE EXE RESOLUTION（2006年 - 2007年、OPアニメーション原画）
- 夜桜四重奏 〜ホシノウミ〜（2010年、監督・キャラクターデザイン・総作画監督）
- 夜桜四重奏 〜ツキニナク〜（2013年、監督・キャラクターデザイン）

### 劇場アニメ
- 時をかける少女（2006年、原画）
- 劇場版 NARUTO -ナルト- 大興奮!みかづき島のアニマル騒動だってばよ（2006年、原画）
- ヱヴァンゲリヲン新劇場版:序（2007年、原画）
- 宇宙ショーへようこそ（2010年、原画）
- 亜人（2015年、ストーリーボード・演出）
- GODZILLA 怪獣惑星（2017年、絵コンテ）
- 映画 HUGっと!プリキュア♡ふたりはプリキュア オールスターズメモリーズ（2018年、絵コンテ）

### Webアニメ
- 夜の国（2021年、監督・デザイン原案・絵コンテ・レイアウター）

### ゲーム
- テイルズ オブ ヴェスペリア（2008年、オープニング原画）
- スターオーシャン：アナムネシス（2018年、第二章『-Twin Eclipse-』オープニングアニメ）

### ミュージックビデオ
- Eve「白銀」（2020年、監督・キャラクターデザイン）

### 漫画
- UHF逃避行（2009年9月17日、季刊GELATIN2009あき、読切掲載、ワニマガジン社） ISBN 978-4862691026

### その他
- ノベライズ版 ノエイン もうひとりの君へ（浅川美也著、挿絵イラスト）
- ガイナックス（2007年10月19日 - 25日、公式サイトトップイラスト）
- 桜田家のヒミツ〜お父さんは下っぱ戦闘員〜 （柏葉空十郎著、挿絵イラスト 2008年6月10日、アスキーメディアワークス） ISBN 978-4048670920
- 鉄腕バーディー DECODE あの日の小夜香へ（浅川美也著、表紙イラスト等 2009年2月19日、小学館） ISBN 978-4094511208